# Кедров, Михаил Александрович
Михаи́л Алекса́ндрович Ке́дров (1 (13) сентября 1878, Епифань, Тульская губерния, Российская Империя — 29 октября 1945, Париж, (Франция), — русский военно-морской деятель, вице-адмирал (1920), во время Гражданской войны — командующий Черноморским флотом Вооружённых сил Юга России.

## Образование
Окончил 4-й Московский кадетский корпус, Морской корпус (1899; первым в выпуске), Михайловскую артиллерийскую академию (1907).

## Начало службы
После окончания Морского корпуса в чине мичмана совершил заграничное плавание на фрегате «Герцог Эдинбургский». Был произведён в лейтенанты в 1903 году.

## Участие в русско-японской войне
Участник русско-японской войны. Первоначально в чине лейтенанта был личным флаг-офицером при командующем Тихоокеанским флотом вице-адмирале С. О. Макарове. Когда Макаров и его штаб 31 марта 1904 года погибли на броненосце «Петропавловск», лейтенант Кедров остался жив, так как в это время он находился в разведке на эсминце «Боевой». После этого недолго служил на той же должности в штабе наместника на Дальнем Востоке.
Начальник 1-й Тихоокеанской эскадры контр-адмирал В. К. Витгефт назначил Кедрова старшим флаг-офицером в своём штабе. Был ранен в ногу во время одной из бомбардировок Порт-Артура, но, несмотря на ранение, принял участие в бою с японским флотом в Жёлтом море 28 июля 1904 года. Находился на флагманском броненосце «Цесаревич», был тяжело ранен снарядом, убившим адмирала Витгефта (был контужен, отравлен газами, получил ожог 2-й степени всего лица и кисти правой руки, ранен в голову и правую руку).
После того, как «Цесаревич» после боя прибыл в порт Кио-Чао, Кедров в течение двух месяцев находился на лечении в германском госпитале. Затем, желая продолжить участие в войне, добрался до бухты Кампанг, куда прибыла 2-я Тихоокеанская эскадра под командованием адмирала З. П. Рожественского. Был назначен артиллерийским офицером на вспомогательный крейсер «Урал». Участвовал в Цусимском бою: когда крейсер был затоплен, Кедрова подобрал в море транспорт «Анадырь».

## Теоретик и практик морской артиллерии
В 1907 году Кедров окончил Михайловскую артиллерийскую академию и в следующем году был произведён в чин капитан-лейтенанта. В 1908—1909 годах — старший офицер учебного судна «Пётр Великий». В 1909—1910 годах — командир посыльного судна «Воевода», заведовал обучающимися в артиллерийских офицерских классах Учебного артиллерийского отряда Балтийского флота. В 1910—1912 — флагманский артиллерийский офицер штаба командующего Балтийским флотом. В 1911—1913 — командир эсминца «Пограничник». В 1913—1914 — командир учебного судна «Пётр Великий», помощник начальника Учебного артиллерийского отряда Балтийского флота.
В июле 1913 года император Николай II высоко оценил уровень артиллерийской подготовки кораблей Балтийского флота и пожаловал Кедрова своим флигель-адъютантом. Это отличие стало также следствием того, что Кедров смог наладить хорошие отношения с генерал-адъютантом адмиралом К. Д. Ниловым, одним из доверенных лиц императора.
Кедров был теоретиком артиллерийского типа русского дредноута, автор научных работ по тактике линейного боя тяжёлых артиллерийских кораблей. Изучал проблемы использования артиллерии в морском бою, пристрелки, контроля и массирования огня. Морской министр И. К. Григорович, не слишком благожелательно относившийся к нему (он считал Кедрова участником интриги, направленной против него), всё же назвал его в своих мемуарах «очень талантливым морским офицером».

## Участие в Первой мировой войне
Участник Первой мировой войны, в 1914 — флаг-капитан штаба начальника 2-й бригады линкоров. С сентября 1914 был прикомандирован в качестве наблюдателя к британскому «Большому флоту», доставил командованию этим флотом сигнальную книгу и шифры с потопленного немецкого крейсера «Магдебург», поднятые русскими моряками. В 1914—1915 находился на британских крейсере «Тезей», линкорах «Конкерор», «Эмперор оф Индиа». В 1915 был назначен командиром новейшего линкора «Гангут». Являлся председателем Комиссии для выработки правил и инструкций по тактической и организационной части судовой артиллерии, разработал комплекс предложений по совершенствованию конструкции установок будущих линкоров на основе опыта эксплуатации трехорудийных башен.

В 1915 на «Гангуте» произошло выступление матросов, которое, однако, не повлияло на быструю карьеру Кедрова. 28 июня 1916 года он был произведён в чин Свиты Его Императорского Величества контр-адмирала и назначен начальником Минной дивизии Балтийского флота, сменив на этом посту А. В. Колчака. 20 октября 1916 года награждён Георгиевским оружием 

за то, что, руководя операцией в ночь с 4 на 5 октября 1916 года, поставил важное по своему значению минное заграждение в тылу неприятеля.

После Февральской революции, в марте 1917 года Кедров был назначен помощником морского министра. Фактически руководил этим ведомством в условиях, когда А. И. Гучков совмещал руководство военным и морским министерствами и не был специалистом в военно-морских делах. В апреле 1917 года Кедров был одновременно назначен начальником Морского генерального штаба. Вскоре после назначения военным и морским министром А. Ф. Керенского адмирал Колчак предложил Кедрову занять пост командующего бригадой линейных кораблей на Черноморском флоте. Предложение принял, но не вступил в должность, так как Колчак подал в отставку с поста командующего Черноморским флотом.
В июне 1917 года Кедров был назначен в распоряжение морского министра. Через две недели стал уполномоченным морского министерства при Русском правительственном комитете в Лондоне, занимался координацией действий русских морских агентов в Лондоне и Париже.

## Участие в Гражданской войне
В период гражданской войны в России занимал пост члена Особого совещания при российском посольстве в Лондоне по вопросам эксплуатации русского торгового флота союзниками. Верховный правитель России адмирал Колчак поручил ему организацию транспортов по снабжению Белых армий, а также назначил морским экспертом российского уполномоченного при союзниках в Париже С. Д. Сазонова.

С 12 октября 1920 года — командующий Черноморским флотом, был приглашён на этот пост командующим Русской армией генералом П. Н. Врангелем. Был произведён в вице-адмиралы. Руководил переходом Черноморского флота из Севастополя и других крымских портов в Константинополь в октябре 1920. Во время этого перехода в организованном порядке были эвакуированы части белой армии Врангеля и гражданские беженцы. В своих воспоминаниях Врангель писал, что 

Кедров имел репутацию исключительно умного, решительного и знающего моряка. При личном знакомстве он произвел на меня наилучшее впечатление. После некоторых колебаний адмирал Кедров изъявил согласие должность принять. Этот выбор оказался чрезвычайно удачным. Беспримерная в истории исключительно успешная эвакуация Крыма в значительной мере обязана своим успехом адмиралу Кедрову.

Но ряд современников дают диаметрально противоположную оценку, например, по мнению контр-адмирала С. В. Евдокимова:

началась эвакуация, во время которой мы видели много ошибок, которых не было бы при вице-адмирале Саблине. Многие суда были перегружены людьми, а многие имели свободные места, и все расчеты покойного Саблина не были выполнены. Не бросил бы он миноносец «Живой» в такую свежую погоду на буксире без конвоя и охраны.— Евдокимов С. В. Воспоминания контр-адмирала. Последние испытания. // Военно-исторический журнал. — 2006. — № 8. — С.73.
После прибытия в Константинополь довёл Русскую эскадру до Бизерты (Тунис). 31 декабря 1920 года сдал командование контр-адмиралу М. А. Беренсу и выехал в Париж.

## Эмигрант

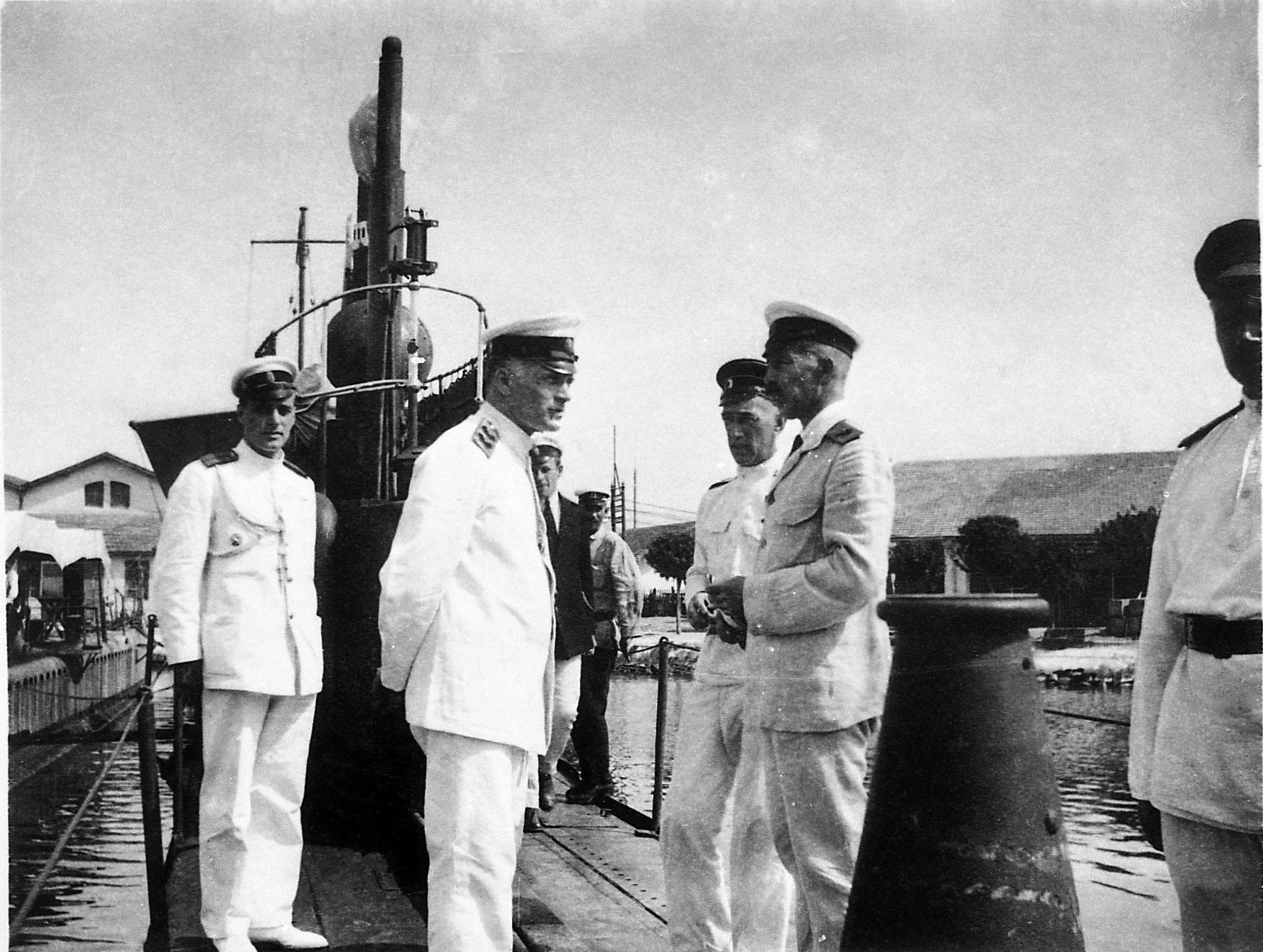
На подводной лодке «Тюлень» в Бизерте, июль 1921 года (центр).

В эмиграции Кедров жил во Франции, где успешно окончил Школу дорог и мостов (L`Ecole des Ponts et Chaussees). Это один из редких случаев, когда старший чин белой армии смог получить гражданскую специальность и второе высшее образование, будучи в эмиграции. Работал инженером, опубликовал в Париже монографию «Современный курс железобетона». В 1920—1930 годы был председателем Федерации русских инженеров в Париже, объединившей эмигрантские инженерные организации и входившей в состав Всеславянского объединения инженеров. Добился того, что на мероприятиях этого объединения Россию представляли эмигранты, а не советские инженеры.
Играл значительную роль в русской военной эмиграции. Активный участник «Всезарубежного объединения морских организаций», был одним из организаторов и после его создания в 1930 году — председателем Военно-морского союза (действовал до 1940 года), в состав которого входили более 30 отделов и групп в различных странах. С 22 марта 1930 года — второй заместитель председателя Русского Обще-Воинского союза (РОВС) генерала Е. К. Миллера. После похищения Миллера советскими агентами в 1937 году недолго исполнял обязанности председателя РОВС, затем отошёл от политической деятельности. Участвовал в расследовании исчезновения генерала Скоблина, которого следствие полагало агентом НКВД на основании записки генералу П. А. Кусонскому. С 1938 — второй вице-председатель Союза Георгиевских кавалеров. Был противником нацистской Германии.
В 1945 году вошёл в состав делегации русских эмигрантов, посетивших советское посольство и приветствовавших военные успехи Красной армии, однако советского гражданства не принял. Скончался в Париже 29 октября 1945 года, похоронен на кладбище Сент-Женевьев-де-Буа.

## Память
31 октября 2020 года в посёлке Епифань открыт мемориальный комплекс, посвящённый вице-адмиралу Кедрову.
Контр-адмирал Машуков Н.Н. написал книгу, посвященную памяти вице-адмирала Кедрова и руководимой им эвакуации Русской армии из Крыма в 1920 году (не издана, Архивы "Военной Были"). В рукописи на 121 странице с картами приводится сравнение эвакуации, проводимой вице-адмиралом Кедровым с аналогичными операциями союзников во Вторую Мировую войну.